# Will & Grace
Will & Grace è una situation comedy statunitense creata da David Kohan e Max Mutchnick, e trasmessa negli Stati Uniti dalla NBC dal 1998 al 2006; dopo undici anni di assenza, dal 2017 al 2020 ne è stato prodotto un revival.
Oltre ad assurgere tra le sitcom di maggiore successo a cavallo di II e III millennio, premiata sia dal pubblico sia dalla critica, Will & Grace è entrata nella cultura popolare per l'essere uno dei primi prodotti televisivi d'ambientazione prettamente gay; più di tutto, come la prima serie capace di «normalizzare» la tematica sul piccolo schermo, ponendo dei personaggi dichiaratamente omosessuali a protagonisti e raccontandone le vicende senza ricorrere a vecchi stereotipi. In tal senso, la sitcom è stata definita dall'allora vicepresidente degli Stati Uniti d'America, Joe Biden, lo show che «probabilmente ha fatto di più per educare il pubblico americano sulle tematiche LGBT, più di qualsiasi altro» e «per aver aiutato e migliorato l'opinione pubblica della comunità LGBT». Nel 2014, lo Smithsonian Institution ha aggiunto una collezione sulla storia LGBT che includeva oggetti della serie: il curatore Dwight Blocker Bowers ha affermato che la sitcom ha utilizzato «la commedia per familiarizzare un pubblico mainstream con la cultura gay» in un modo «audace e aperto» nei media statunitensi.
La serie ha vinto 18 Primetime Emmy Awards su 83 candidature. Nel 2014 la Writers Guild of America ha posizionato la sitcom al numero 94 nella lista delle 101 serie TV meglio scritte di tutti i tempi.
Will & Grace è stato filmato di fronte a un pubblico in studio dal vivo allo Stage 17 nel CBS Studio Center. L'appartamento dei due protagonisti è stato esposto alla Emerson College Library, donato dal creatore della serie Max Mutchnick. Quando il set è stato rimosso nel 2014, sono emerse voci su una riunione del cast, ma gli attori coinvolti hanno negato, spiegando che era semplicemente stata spostata. Tra il 2003 e il 2007 si è svolta una lunga battaglia legale tra i produttori esecutivi originali, i creatori e la NBC.
Nel settembre 2016, il cast si è riunito per uno speciale di 10 minuti pubblicato online, in cui esortavano gli americani a votare alle elezioni presidenziali del 2016. Dopo il suo successo, la NBC ha annunciato che la rete stava pensando di rimettere in produzione la serie. Nel gennaio 2017, la NBC ha confermato il ritorno della serie per una nona stagione, per la stagione televisiva 2017-2018. Questo è stato seguito da rinnovi per la decima e l'undicesima stagione. Il 25 luglio 2019, è stato annunciato che l'undicesima stagione sarebbe stata la stagione conclusiva.
In Italia è andata in onda sulle reti a pagamento TELE+ Bianco (st. 1-4), Fox (st. 5) e Fox Life (st. 6-8), Premium Joi (st. 9-10) e Premium Stories (st. 11). La prima trasmissione in chiaro è avvenuta su Italia 1.

## Descrizione generale

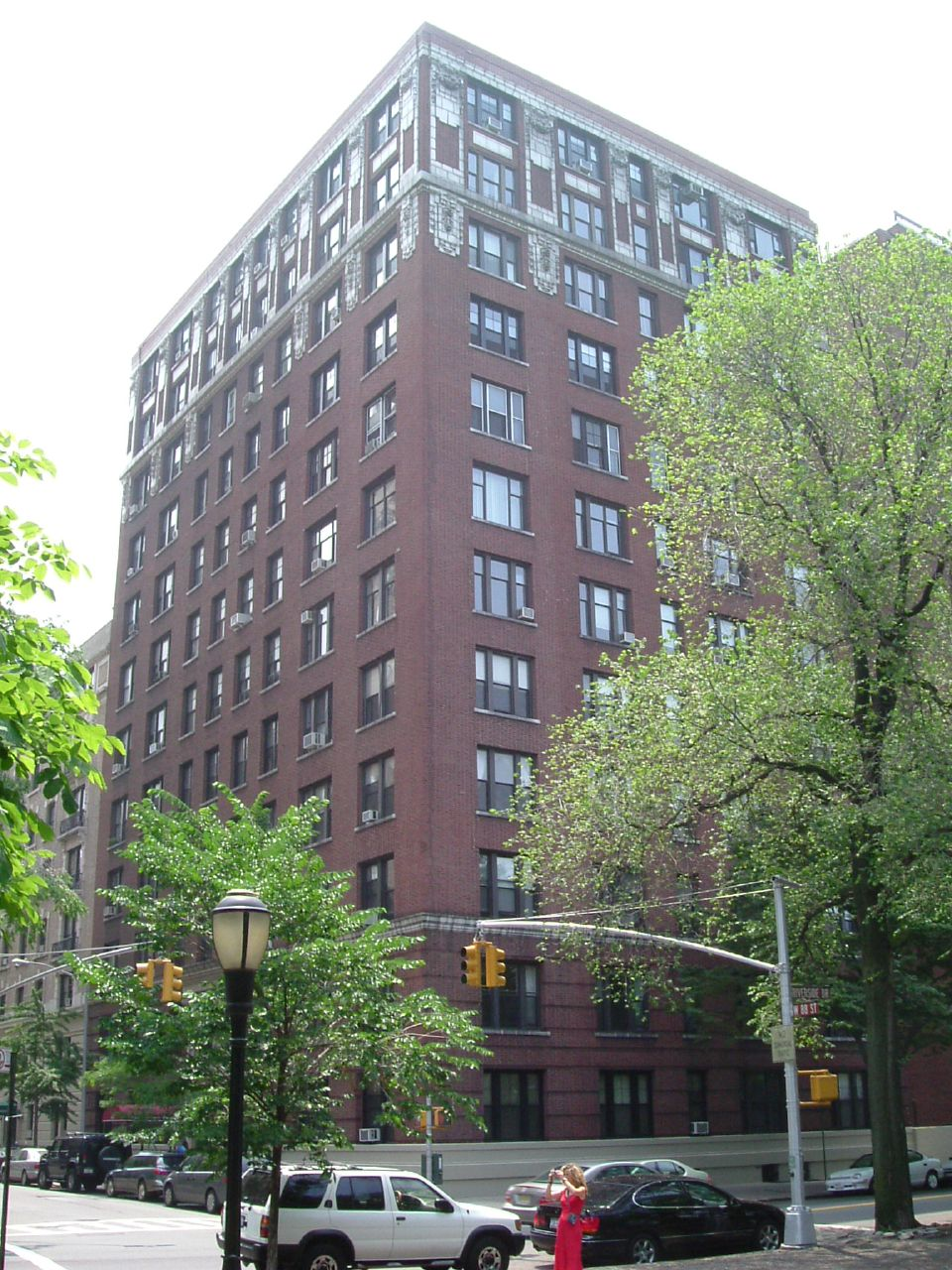
L'esterno del palazzo, utilizzato per le riprese, in cui convivono Will e Grace

La sitcom è ambientata a New York, nell'Upper West Side di Manhattan, e ruota attorno alle vicende dei due protagonisti: Will Truman, un avvocato gay, e la sua migliore amica Grace Adler, un'arredatrice d'interni. A loro si affiancano i co-protagonisti: Jack McFarland, ragazzo apertamente gay e sempre alla ricerca di un lavoro, e Karen Walker, ricca e alquanto bizzarra collaboratrice di Grace.
I protagonisti vivono in un appartamento di un palazzo che si trova al 394 West 88th Street; Will condivide con Grace l'appartamento 9C mentre Jack vive nel 9A. L'affitto che dovrebbe pagare Jack è pagato da Will, Karen e dalla madre di Jack (ognuno dei quali è convinto di pagare la metà).
Gli episodi vennero girati nello studio 17 del CBS Studio Center a Los Angeles di fronte ad un vero pubblico; gli esterni invece furono girati a New York. L'edificio dove si trova lo studio di design di Grace esiste veramente ed è il Puck Building che si trova al 295-309 di LaFayette St. a New York, nei pressi di Little Italy.
La prima puntata della prima stagione e l'ultima puntata dell'ottava stagione si somigliano, soprattutto nell'impostazione delle azioni dei vari personaggi, come a chiudere idealmente il cerchio della narrazione.
I personaggi di Karen e Jack spesso non risultano affatto comprimari, ma protagonisti, talvolta rubando la scena a Will e Grace.

## Episodi
Will & Grace fu trasmesso per la prima volta negli Stati Uniti d'America nel 1998. Il primo e l'undicesimo episodio dell'ottava stagione sono stati trasmessi in diretta in tutti gli Stati Uniti, una volta per la East Coast e un'altra per la West Coast a causa del fuso orario. L'ultima puntata, andata in onda il 18 maggio 2006 sull'emittente americana NBC, ebbe un indice d'ascolto di 18 milioni di spettatori.
Nel gennaio 2017 viene ufficializzata, da parte della NBC, la conferma di una nona stagione da 10 episodi, che vedrà il ritorno di tutto il cast principale; nell'aprile 2017, l'ordine degli episodi è stato incrementato a 12. Il 3 agosto 2017, NBC rinnova la serie per una decima stagione da 13 episodi; nello stesso giorno la rete aggiunge quattro episodi alla nona stagione, portando a un totale di 16. Nel marzo 2018, NBC ordina cinque episodi in più per la decima stagione così da arrivare a un totale di 18; sempre nello stesso mese viene rinnovata per un'undicesima stagione, anch'essa da 18 episodi. Il 25 luglio 2019 è stato annunciato che l'undicesima stagione sarà l'ultima prodotta.
In Italia le prime quattro stagioni sono state trasmesse da TELE+ Bianco, la quinta da Fox, dalla sesta all'ottava da Fox Life, la nona e la decima da Premium Joi e l'undicesima da Premium Stories. L'intera serie è stata trasmessa in prima visione in chiaro da Italia 1.
| Stagione            | Episodi | Prima TV USA | Prima TV Italia |
| ------------------- | ------- | ------------ | --------------- |
| Prima stagione      | 22      | 1998-1999    | 2001            |
| Seconda stagione    | 24      | 1999-2000    | 2002            |
| Terza stagione      | 25      | 2000-2001    | 2003            |
| Quarta stagione     | 27      | 2001-2002    | 2003            |
| Quinta stagione     | 24      | 2002-2003    | 2004            |
| Sesta stagione      | 24      | 2003-2004    | 2004            |
| Settima stagione    | 24      | 2004-2005    | 2005            |
| Ottava stagione     | 24      | 2005-2006    | 2006            |
| Nona stagione       | 16      | 2017-2018    | 2017-2018       |
| Decima stagione     | 18      | 2018-2019    | 2019            |
| Undicesima stagione | 18      | 2019-2020    | 2020            |

## Personaggi e interpreti

I protagonisti (da sinistra): Eric McCormack, Debra Messing, Megan Mullally e Sean Hayes.

- Will Truman (stagioni 1-11), interpretato da Eric McCormack, doppiato da Francesco Prando.
È un avvocato omosessuale di successo che ha studiato alla Columbia University, dove ha conosciuto Grace; da allora sono diventati inseparabili. Egli è molto maniacale e ossessivo per quanto riguarda la pulizia, l'abbigliamento e l'arredamento. Tuttavia, ha un carattere molto paziente e compassionevole verso le persone vicine a lui, ma fa molta fatica a trovare un compagno a causa di certi suoi complessi.
- Grace Adler (stagioni 1-11), interpretata da Debra Messing, doppiata da Francesca Fiorentini.
È una decoratrice d'interni e titolare della Grace Adler Designs. È la migliore amica di Will fin dai tempi del college e convivente per la maggior parte della serie. Sensibile, golosa e alquanto narcisista ma buona.
- Jack McFarland (stagioni 1-11), interpretato da Sean Hayes, doppiato da Nanni Baldini.
È il migliore amico di Will conosciuto durante una festa al college. Omosessuale, sicuro di sé, dallo spirito libero ed è consapevole della propria sessualità fin dalla giovane età. Ha aiutato Will ad ammettere di essere gay e a dichiararsi e si diverte a prenderlo in giro, ma in fondo è innamorato di lui. Nel corso degli anni ha cambiato tantissimi lavori, ma la sua aspirazione è quella di diventare attore, ma i suoi spettacoli teatrali Solo Jack, Jack 2000, Jack 2001 e Jack 2002, sono risultati dei fiaschi. Successivamente viene assunto da Out TV dove conduce un suo talk show, Talk Jack.
- Karen Walker (stagioni 1-11), interpretata da Megan Mullally, doppiata da Laura Latini (st. 1-8) e da Roberta De Roberto (st. 9-11).
È la moglie del ricco e obeso industriale Stanley Walker e l'assistente di Grace presso la Grace Adler Designs, ma durante l'orario di lavoro preferisce bere alcolici, trangugiare un numero smisurato di pillole, curarsi le unghie, consultare cataloghi di moda e prendere in giro Grace. Quest'ultima glielo concede, ma in cambio Karen si impegna a non incassare gli assegni dello stipendio, di cui comunque non avrebbe bisogno.

## Produzione

### Ideazione

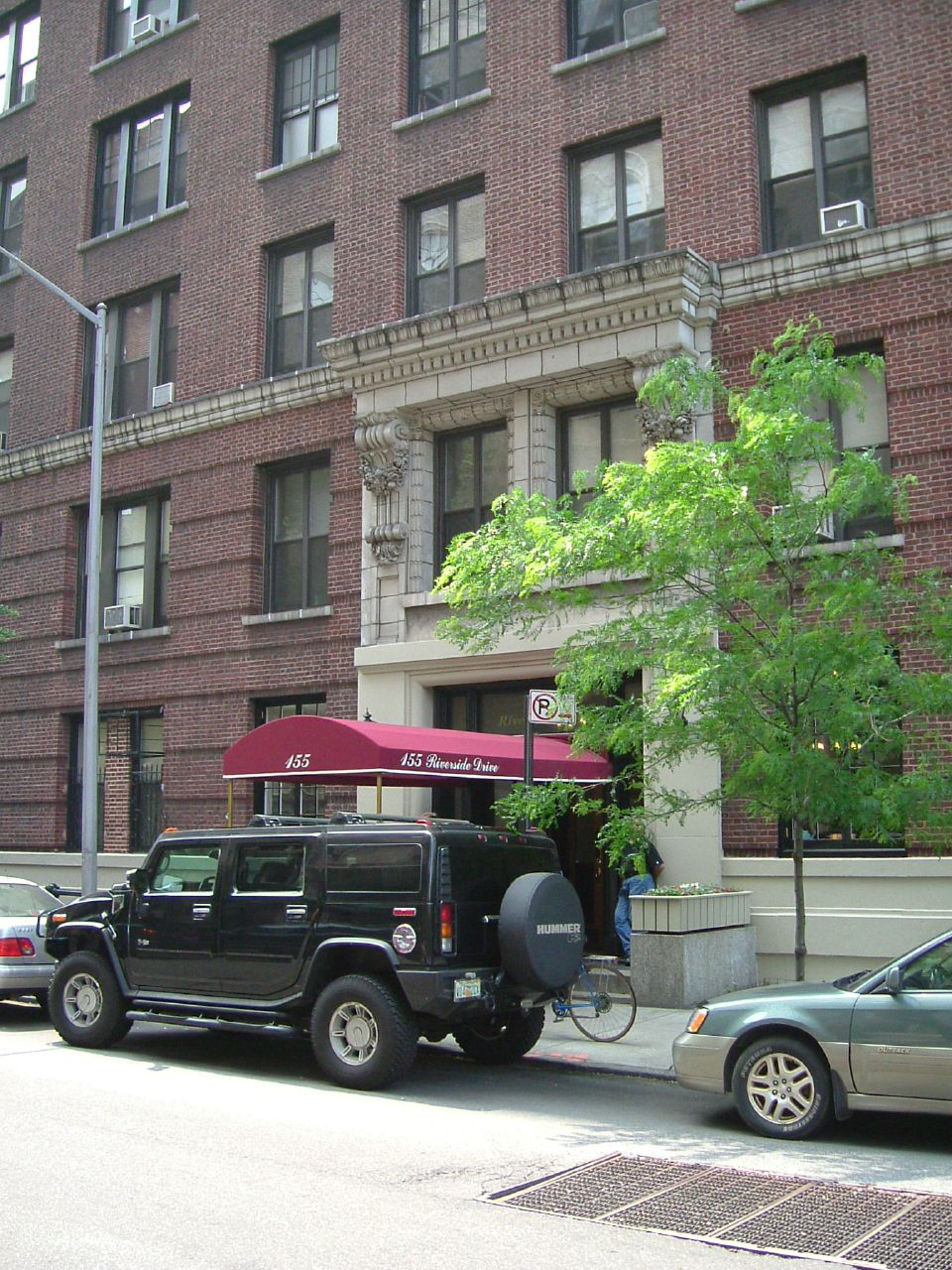
L'ingresso del palazzo utilizzato per le riprese, in cui convivono Will e Grace

Max Mutchnick e David Kohan, i creatori della serie, hanno modellato lo show sulla relazione di Mutchnick con l'amica d'infanzia Janet Eisenberg, un'agente di casting di New York. Mutchnick, omosessuale, ha incontrato Eisenberg durante le prove di un'opera teatrale al Temple Emanuel di Beverly Hills, in California, all'età di 13 anni. Lui era la star principale dei musical, mentre lei era una studentessa del corso di recitazione. Circa tre anni dopo, lo presentò a Kohan, figlio dello sceneggiatore Alan Kohan, nel corso di recitazione alla Beverly Hills High School: «Max e Janet sembravano avere un rapporto adorabile, ma l'elemento romantico mi ha confuso, e ha confuso anche loro», ha ricordato in seguito Kohan, «sono usciti per un paio d'anni, poi sono andati in college diversi. Quando Max ha fatto coming out lei ne fu sbalordita, ed è stata una rivelazione scioccante per lei, quindi ho lavorato sul loro rapporto, perché entrambi si amavano ancora».
Mentre Kohan lavorava come mediatore, lui e Mutchnick iniziarono a sviluppare idee per la sitcom. Poco dopo sono stati assunti come sceneggiatori della sitcom Dream On della HBO e sono stati i produttori esecutivi della breve sitcom della NBC Boston Common. Nel 1997, hanno sviluppato una commedia corale su sei amici, due dei quali basati su Mutchnick ed Eisenberg. Warren Littlefield, l'allora presidente della NBC Entertainment, stava cercando un'altra commedia sentimentale per la rete in grado di prendere il posto di Innamorati pazzi, che si avviava verso la fine. Quando presentarono la loro idea, incentrata su tre coppie, una delle quali era un uomo gay che viveva con una donna eterosessuale, Littlefield non era entusiasta, ma voleva saperne di più sulla coppia gay ed etero e i due furono incaricati di scrivere un pilota con la sceneggiatura incentrata sui due personaggi. Durante la scrittura, durata circa quattro mesi, inviarono diversi fax a Littlefield con gli incassi al botteghino di film di successo con personaggi gay come Piume di struzzo e Il matrimonio del mio migliore amico.

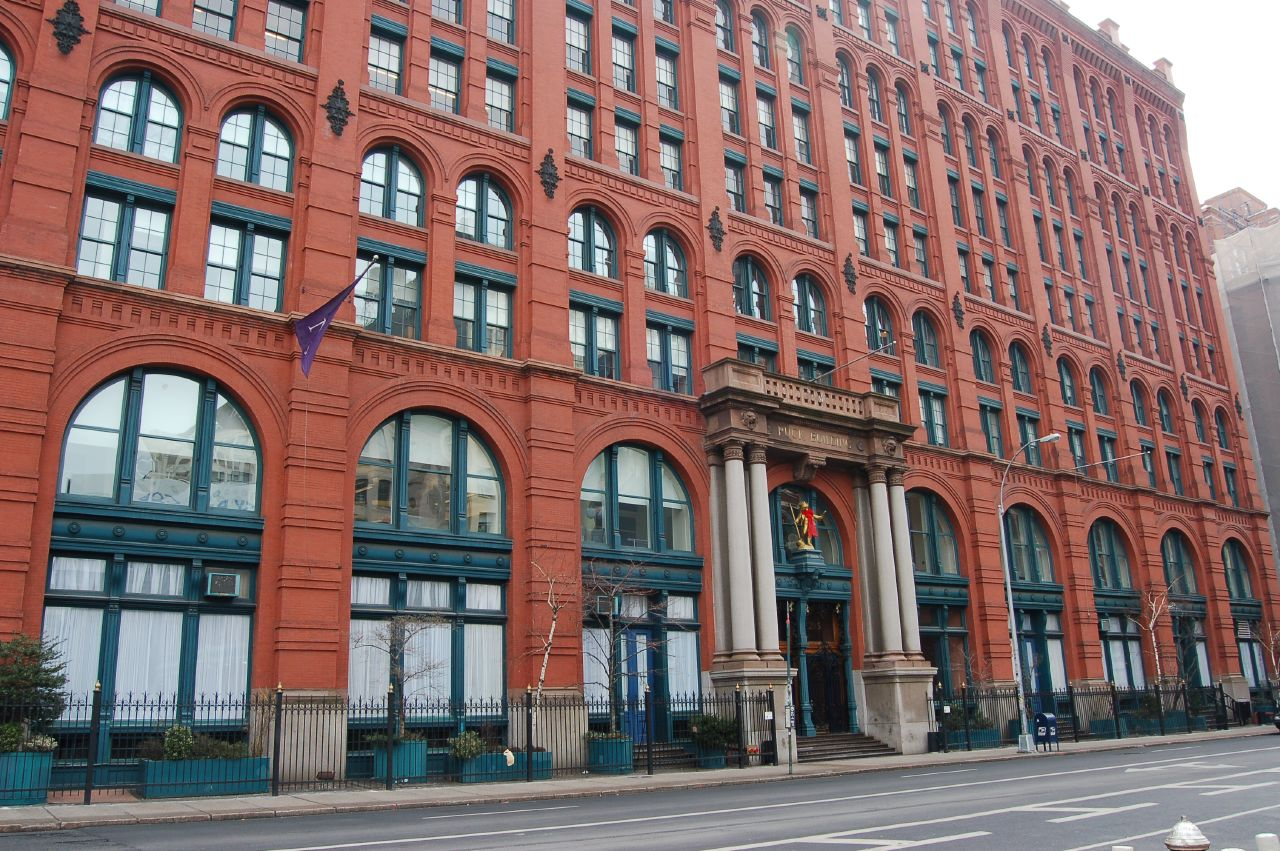
L'esterno del palazzo utilizzato per le riprese dello studio di Grace

La NBC era positiva riguardo al progetto, ma c'era ancora qualche preoccupazione che l'argomento trattato avrebbe causato polemiche. La sitcom Ellen, con protagonista Ellen DeGeneres, andata in onda sulla ABC, era stata cancellata pochi mesi prima del debutto di Will & Grace, poiché gli ascolti erano crollati dopo che la serie era diventata «troppo gay». Secondo Kohan, nonostante le critiche ricevute dalla ABC per l'episodio The Puppy Episode in cui DeGeneres fece coming out, «non c'è dubbio che l'episodio abbia reso più facile la messa in onda di Will & Grace, infatti, la serie è riuscita dove Ellen ha fallito, perché Will conosceva la sua omosessualità da 20 anni, non sta esplorando quel territorio imbarazzante per la prima volta, come ha fatto Ellen. Il processo di scoperta e dolore che la maggior parte degli uomini gay deve affrontare è affascinante, ma l'americano medio ne è scoraggiato».
La NBC sottopose il copione al regista James Burrows e gli chiese cosa ne pensava dell'argomento omosessuale e se il pubblico sarebbe stato interessato. A Burrows è piaciuta l'idea e quando ha letto per la prima volta la sceneggiatura nel novembre 1997, ha deciso che voleva dirigerla e ha dichiarato: «Sapevo che i ragazzi avevano catturato un genere e un gruppo di personaggi che non avevo mai letto prima». Le riprese del pilot sono iniziate il 15 marzo 1998. Gli attori Eric McCormack e Debra Messing, erano positivi riguardo alla serie e pensavano che avesse il potenziale per durare a lungo. McCormack ha detto: «Quando le riprese sono finite quella sera, io e Debra eravamo seduti sul divano e ci guardavamo e ho detto: "Saremo su questo set per un po'"»

### Casting
Eric McCormack è stato il primo attore scelto nella serie: avendo già interpretato altri personaggi omosessuali, McCormack non ha avuto problemi e ha pensato che il suo personaggio potesse diventare un «poster boy per il movimento gay», come DeGeneres è diventata una portavoce con il suo personaggio. Sean Hayes è stato convocato per un'audizione dopo che un membro del casting della NBC aveva visto la sua interpretazione nel film indipendente Billy's Hollywood Screen Kiss. Anche se apprezzò la sceneggiatura, inizialmente la buttò via e decise di non presentarsi all'audizione, ma dietro l'insistenza della produzione che gli inviò di nuovo il copione, infine accettò la parte. Megan Mullally sostenne inizialmente il provino per il ruolo di Grace Adler poiché non era interessata alla parte di Karen. Al contrario, Debra Messing, con la quale Mullally aveva lavorato per la prima volta in Ned and Stacey, inizialmente non era sicura di voler interpretare il ruolo di Grace. Ultima attrice ad essere stata scelta, in seguito Messing ha ammesso che il regista Burrows è stata la ragione per cui ha accettato la parte.

### #VoteHoney
Il 26 settembre 2016, McCormack, Messing, Hayes e Mullally, più Morrison in un cameo, si sono riuniti per uno speciale di 10 minuti, intitolato #VoteHoney e pubblicato su YouTube, esortando gli statunitensi a votare alle elezioni presidenziali del 2016. Nell'episodio, Karen, grande sostenitrice di Donald Trump, cerca di convincere Jack a votare per lui, mentre Will e Grace, entrambi accaniti sostenitori di Hillary Clinton, cercano di convincerlo a dare la sua preferenza alla loro candidata. Alla fine, Will rivela che anche la cantante Katy Perry è una sostenitrice di Clinton sicché Jack si convince a votare per lei. Il successo di questo special ha convinto la NBC a realizzare il revival del 2017.

### Revival
Nel gennaio 2017, la NBC ha concluso un accordo per una nuova stagione di 10 episodi (successivamente ampliata a 12 e poi a 16), andata in onda durante la stagione 2017-18. Hayes è il produttore esecutivo di questa stagione così come i creatori/produttori esecutivi Max Mutchnick e David Kohan. Il regista James Burrows è tornato dietro la macchina da presa e nel ruolo di produttore esecutivo. Le riprese si sono svolte allo Stage 22 degli Universal Studios di Hollywood, al contrario delle prime otto stagioni, che sono state girate allo Stage 17 dei CBS Studio Center. Nell'agosto 2017, è stata ordinata una seconda stagione da 13 episodi, successivamente estesa a 18. Nel marzo 2018, il revival è stato rinnovato per una terza e ultima stagione di 18 episodi.

## Causa giudiziaria
Nel dicembre 2003, nel corso della sesta stagione, i produttori esecutivi e creatori David Kohan e Max Mutchnick hanno citato in giudizio la NBC e NBC Studios, affermando che la rete ha venduto i diritti della serie nel tentativo di mantenere i guadagni all'interno del gruppo NBC. I due si sono sentiti truffati, perché la rete non ha venduto i diritti al miglior offerente. Un'altra accusa contro la rete è stata che durante le prime quattro stagioni, lo studio ha venduto i diritti di trasmissione per cifre insufficienti a coprire i costi di produzione. Tre mesi dopo, la NBC ha intentato causa contro Kohan e Mutchnick affermando che i co-creatori avrebbero dovuto agire come una terza parte indipendente nei negoziati tra la NBC e la sua controllata, NBC Studios.
Con una causa in sospeso e l'inizio della produzione di altri progetti, Kohan e Mutchnick sono stati assenti sul set di Will & Grace per la maggior parte delle ultime stagioni. Dopo la scrittura dell'episodio Parole... soltanto parole della quarta stagione, sono rimasti fuori dal processo di scrittura fino al finale della serie quattro anni dopo. Tre anni dopo la denuncia della NBC e un anno dopo la fine della serie, la battaglia legale tra la NBC e Kohan e Mutchnick si è conclusa nel 2007, quando tutte le parti hanno concordato un accordo, con i creatori della serie che hanno ricevuto 48,5 milioni di dollari, a fronte della richiesta iniziale di 65.

## Distribuzione
| Paese          | Canale                                                                                                | Note          |
| -------------- | --- | ------------- |
| America Latina | Sony Entertainment Television (st. 1-8) Fox (st. 9-11)                                                | [ 34 ] [ 35 ] |
| Asia           | Zee Cafe                                                                                              |               |
| Australia      | Seven Network Arena                                                                                   |               |
| Belgio         | Kanaal Twee                                                                                           |               |
| Canada         | Global                                                                                                |               |
| Francia        | TF1 (st. 1-3) Jimmy ( st. 4-5) Canal+ (st. 6-8)                                                       | [ 36 ]        |
| Germania       | ProSieben (st. 1-9) ProSieben Fun (st. 10-11)                                                         | [ 37 ]        |
| Italia         | TELE+ Bianco (st. 1-4) Fox (st. 5) Fox Life (st. 6-8) Premium Joi (st. 9-10) Premium Stories (st. 11) |               |
| Nuova Zelanda  | TV3                                                                                                   |               |
| Paesi Bassi    | Net5 (st. 1-8) TLC (st. 9-11)                                                                         | [ 38 ]        |
| Spagna         | La 2 Fox Movistar Series (st. 9-11)                                                                   | [ 39 ] [ 40 ] |
| Slovenia       | Kanal A                                                                                               |               |
| Romania        | Pro Cinema                                                                                            |               |
| Regno Unito    | LivingTV Channel 4                                                                                    |               |
| Serbia         | B92                                                                                                   |               |
| Svezia         | TV4                                                                                                   |               |
| USA            | NBC                                                                                                   |               |

## Accoglienza
La serie fu criticata a causa di alcuni stereotipi gay. «Battles e Hilton-Morrow (2002) analizzano Will & Grace per quanto riguarda l'utilizzo dalle formule tradizionali delle sitcom e sostengono che i racconti sminuiscono i temi potenzialmente sovversivi dello spettacolo. Kanner (2003) osserva che l'omosessualità di Will & Grace è normalizzata perché la forza trainante dello spettacolo è la loro amicizia eterosessuale. La sessualità di Will è usata principalmente come fonte comica e raramente come guida narrativa».
A seguito del debutto nel 1998, ha raccolto una discreta quantità di critiche e recensioni negative, la maggior parte delle quali ha paragonato la serie alla sitcom della ABC Ellen, recentemente cancellata. Una di queste recensioni diceva: «Se Will & Grace riuscirà in qualche modo a sopravvivere alla stagione di football e a Ally McBeal, potrebbe trasformarsi in una piccola anomalia ragionevolmente divertente, cioè una serie su un uomo e una donna che non hanno alcun interesse sessuale l'uno per l'altro. Ma non c'è da scommetterci. Se si tratta di relazioni condannate che gli spettatori vogliono, probabilmente opteranno per Ally». Per quanto la serie sia diventata popolare, in particolare tra i telespettatori omosessuali, Will & Grace è stata criticata «per avere una visione limitata della comunità gay e per rafforzare gli stereotipi, quando alcuni pensavano che avrebbe dovuto abbatterli»
Il finale della serie è stato fortemente pubblicizzato dalla NBC e McCormack, Messing, Mullally e Hayes sono apparsi nel The Oprah Winfrey Show e nel The Today Show per salutarsi, rispettivamente il 10 e il 18 maggio. La NBC ha dedicato un blocco di due ore in prima serata il 18 maggio 2006. Una retrospettiva della serie Say Goodnight, Gracie, dalla durata di un'ora, con interviste al cast, alla troupe e alle guest star, ha preceduto il finale della serie. I creatori e produttori esecutivi Kohan e Mutchnick, che non avevano più lavorato come sceneggiatori dal finale della quarta stagione, hanno scritto la sceneggiatura di The Finale. Per quanto riguarda il finale, Mutchnick ha dichiarato: «Abbiamo scritto di quello che vuoi che accada con le persone che ami... Tutte le cose che contano nella vita che finiscono per avere».
La nona stagione è stata accolta con recensioni generalmente positive. Su Rotten Tomatoes, la stagione ha un punteggio dell'86% basato su 37 recensioni, con una valutazione media di 7.3/10. Il consenso critico del sito recita: «Will & Grace riunisce il suo sempre esilarante cast per un revival che riprende esattamente da dove lo show si era interrotto 11 anni fa, aggiungendo una nuova rilevanza e una serie di storie che fanno un uso decisamente divertente del tempo che passa». Su Metacritic, la stagione ha un punteggio medio di 73 su 100, basato su 26 recendioni, indicando «recensioni generalmente favorevoli».

## Riconoscimenti

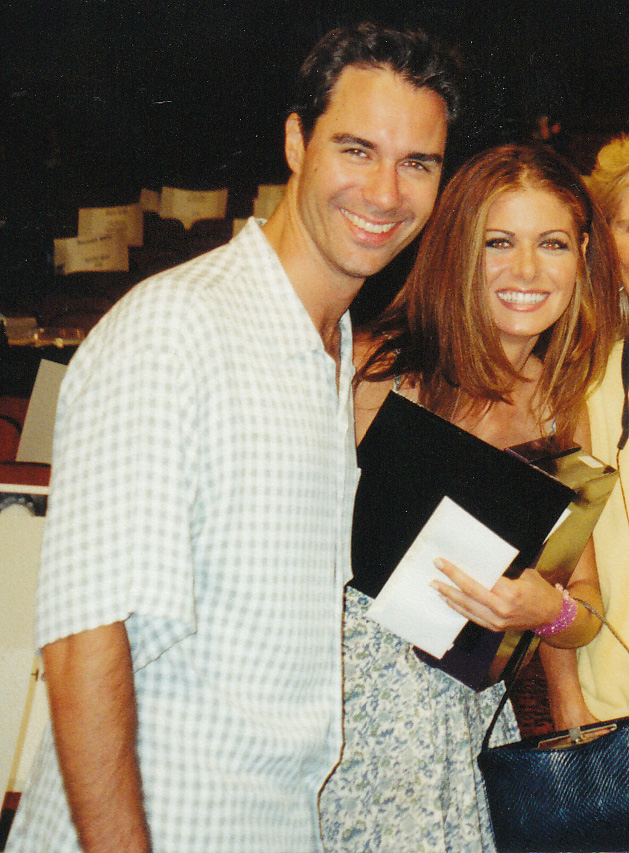
Eric McCormack e Debra Messing ai Premi Emmy 1999

Will & Grace è stata candidata a 83 Primetime Emmy Awards, vincendone 18, incluso l'Outstanding Comedy Series nel 2000. McCormack, Messing, Hayes e Mullally hanno vinto almeno un Emmy Award per le rispettive interpretazioni, diventando una delle tre sitcom live-action, insieme a Arcibaldo e Cuori senza età (nel 2020 si è aggiunto Schitt's Creek), dove tutti gli attori principali hanno vinto almeno un Emmy. Mullally lo ha vinto una seconda volta per nel 2006, nello stesso anno in cui la serie (giunta alla sua stagione finale) è stata nominata per 10 Emmy. L'anno prima, lo show aveva raccolto 15 candidature, a pari merito con Desperate Housewives.
Con tre ciascuno, sia Hayes che Mullally hanno ottenuto il record il maggior Screen Actors Guild Awards per le categorie migliore attore e migliore interpretazione di un'attrice in una serie comica. La serie ha vinto diversi GLAAD Media Awards per la difesa della comunità gay. Nonostante 30 nomination totali, non ha mai vinto un Golden Globe.
- GLAAD Media Awards 1999: Miglior serie commedia
- People's Choice Awards 1999: Migliore nuova serie TV commedia
- Emmy Awards 2000: Migliore serie comica o commedia
- Emmy Awards 2000: Migliore attore non protagonista in una serie comica o commedia - Sean Hayes
- Emmy Awards 2000: Migliore attrice non protagonista in una serie comica o commedia - Megan Mullally
- GLAAD Media Awards 2000: Miglior serie commedia
- Emmy Awards 2001: Migliore attore in una serie comica o commedia - Eric McCormack
- Emmy Awards 2001: Migliore direzione artistica per l'episodio Anni '80
- Emmy Awards 2001: Migliore fotografia per l'episodio Figli e amanti
- Screen Actors Guild Awards 2001: Miglior cast in una serie comica
- GLAAD Media Awards 2001: Miglior serie commedia
- Emmy Awards 2002: Migliore direzione artistica per l'episodio Felice anniversario!
- Emmy Awards 2002: Migliore fotografia per l'episodio Fuori dal coro
- Screen Actors Guild Awards 2002: Migliore attrice in una serie comica - Megan Mullally
- Screen Actors Guild Awards 2002: Miglior attore in una serie comica - Sean Hayes
- GLAAD Media Awards 2002: Miglior serie commedia
- Emmy Awards 2003: Migliore attrice in una serie comica o commedia - Debra Messing
- Emmy Awards 2003: Migliore attore ospite in una serie comica o commedia - Gene Wilder
- Emmy Awards 2003: Migliore direzione artistica per l'episodio Una gita in barca
- Emmy Awards 2003: Migliore fotografia per l'episodio Sesso, sconfitti e videocassette
- Screen Actors Guild Awards 2003: Migliore attrice in una serie comica - Megan Mullally
- Screen Actors Guild Awards 2003: Miglior attore in una serie comica - Sean Hayes
- GLAAD Media Awards 2003: Miglior serie commedia
- Screen Actors Guild Awards 2004: Migliore attrice in una serie comica - Megan Mullally
- Emmy Awards 2005: Migliore attore ospite in una serie comica o commedia - Bobby Cannavale
- Emmy Awards 2005: Migliore fotografia per l'episodio Amici con benefici
- GLAAD Media Awards 2005: Miglior serie commedia
- People's Choice Awards 2005: Migliore serie TV commedia
- Emmy Awards 2006: Migliore attrice non protagonista in una serie comica o commedia - Megan Mullally
- Emmy Awards 2006: Migliore attore ospite in una serie comica o commedia - Leslie Jordan
- Screen Actors Guild Awards 2006: Miglior attore in una serie comica - Sean Hayes
- GLAAD Media Awards 2006: Miglior serie commedia
- 30 nomination ai Golden Globe
- 83 nomination agli Emmy Award
- 21 nomination agli Screen Actors Guild Award
- 8 nomination ai GLAAD Media Award
- 2 nomination ai People's Choice Award

## Edizioni home video
- Will & Grace - Stagione 1 (DVD): pubblicato nel 2006
- Will & Grace - Stagione 2 (DVD): pubblicato nel 2006
- Will & Grace - Stagione 3 (DVD): pubblicato nel 2007
- Will & Grace - Stagione 4 (DVD): pubblicato nel 2007
- Will & Grace - Stagione 5 (DVD): pubblicato nel 2007
- Will & Grace - Stagione 6 (DVD): pubblicato nel 2007
- Will & Grace - Stagione 7 (DVD): pubblicato nel 2007
- Will & Grace - Stagione 8 (DVD): pubblicato nel 2007
- Will & Grace - La serie completa (34 DVD): pubblicato nel 2015